# Johannes Werner
Pour les articles homonymes, voir Werner.
Johannes Werner (Vernerus, en latin) (né le 14 février 1468 à Nuremberg, mort en mai 1522 dans la même ville) est un mathématicien, astronome, astrologue, géographe et cartographe. Grand ami du mathématicien Stabius, Werner a donné son nom à un cratère lunaire.

## Biographie
Johannes Werner étudie dès 1484 à Ingolstadt la théologie et les mathématiques. En 1490, il est nommé aumônier de Herzogenaurach. De 1493 à 1497, il est appelé à Rome. Inspiré par la lecture de Regiomontanus, Werner se livre à l'observation de la comète de juin 1500. Il décrit alors la précession des équinoxes, dans  son De motu Sphaera octauæ, livre aussitôt attaqué par Nicolas Copernic, dans sa  Lettre à Werner.
Werner devient en 1503  vicaire de l'église de Wöhrd, dans la banlieue de Nuremberg, puis curé de l'église Saint-Jean de Nuremberg, poste qu'il  occupe jusqu'à sa mort.
Fabricant d'instruments, friand d'astrologie, ami de Willibald Pirckheimer et d'Albrecht Dürer, Werner réalise les thèmes de ses citoyens de Nuremberg. En mathématiques, on a conservé de lui un remarquable travail sur  la trigonométrie sphérique et les sections coniques. Ses algorithmes de simplification des calculs trigonométriques sont répertoriés en anglais comme les formules de Werner.
L'empereur Maximilien Ier en a fait son aumônier impérial.

## Travaux mathématiques et cartographiques
Pour résoudre les problèmes de la navigation Werner propose d'utiliser la distance des étoiles à la lune. Développée dans son œuvre opere haec Nova translatio primi libri continentur Geographiae Cl 'Ptolomaei..., édité à Nuremberg en 1514, sa méthode fut développée par Petrus Apianus dans son Liber Cosmographicus. Elle s'avère néanmoins impraticable en mer à cette époque.
Enfin, Werner demeure célèbre dans le domaine de la cartographie avec la représentation fidèle de la première carte du globe.

## Œuvres
- In hoc opere haec continentur Nova translatio primi libri geographiae Cl. Ptolomaei: quae quidem translatio verbum: habet e verbo fideliter expressum. Libellus de quattuor terrarum orbis in plano figurationibus.: In idem Georgii Amirucii opusculum. Appendices, Nürnberg 1514
- In hoc opere haec continentur. Libellvs Ioannis Verneri Nvrembergen. Svper Vigintidvobvs Elementis Conicis. Comentarius seu paraphrastica enarratio in vndecim modos conficiendi eius Problematis quod Cubi duplicatio dicitur. Eivsdem. Comentatio in Dionysodori problema, quo data sphæra plano sub data secat ratione, Alivs modus idem problema coficiendi ab eodem Ioanne Vernero nouissime copertus demostratusq; de motu octauæ Sphæræ, Tractatus duo. Summaria enarratio Theoricæ motus octau Sphæræ., Nürnberg, Petrejus 1522
- De Triangulis sphaericis libri quatuor de meteoroscopiis libri sex
- Canones sicut breuissimi, ita etiam doctissimi, complectentes praecepta & obseruationes de mutatione aurae, 1546
- Compendiosa institvtio in vniversam dialecticam, ex Aristot., Riuio, aliisque auctoribus recentioribus collecta, nuperrime scholiis philosophicis illustrata

## Sources
1. 1 2  Dava Sobel (trad. de l'anglais par Gérald Messadié), Longitude : L'histoire vraie du génie solitaire qui résolut le plus grand problème scientifique de son temps (ISBN 978-2-02-033858-5), chap. 3 (« La dérive dans un univers horloger »).

- (en) McTudor Biography

Jean-Marc Besse Les grandeurs de la terre: aspects du savoir géographique à la renaissance.